# Herbert Kröger

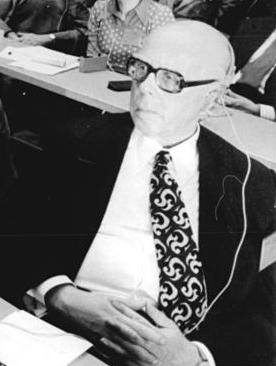
Herbert Kröger, Stockholm 1976

Herbert Kröger (* 15. Juli 1913 in Dortmund; † 19. September 1989 in Stahnsdorf) war ein deutscher Jurist und Hochschullehrer.

## Leben
Nach Gymnasialbesuch studierte er ab 1931 Rechts- und Staatswissenschaften an den Universitäten Berlin und Jena und promovierte 1936 zum Dr. jur. Seit 1933 war er Mitglied der SA, am 12. Oktober 1937 beantragte er die Aufnahme in die NSDAP und wurde rückwirkend zum 1. Mai desselben Jahres aufgenommen (Mitgliedsnummer 5.384.346). 1938 schloss er sich der SS an (SS-Nummer 310.206). Nach Absolvierung der 1. und 2. juristischen Staatsprüfung wurde er 1941 zum Landgerichtsrat ernannt.
Während des Zweiten Weltkrieges diente er als Reserveoffizier und geriet bei Stalingrad in sowjetische Kriegsgefangenschaft. Dort schloss er sich dem NKFD an, besuchte eine Antifa-Schule und wurde Assistent und Personalsachbearbeiter von Wilhelm Zaisser, dem späteren Minister für Staatssicherheit der DDR.
Nach seiner Rückkehr nach Deutschland wurde er 1948 zum Professor für Staatsrecht und zum Dekan der Juristischen Fakultät an der damaligen Deutschen Verwaltungsakademie in Forst Zinna berufen. 1950 bis 1963 war er Abgeordneter der Volkskammer der DDR. 1955 verteidigte er als juristischer Berater des ZK der SED die KPD vor dem Bundesverfassungsgericht.
Ab 1955 wirkte er als Rektor der Deutschen Akademie für Staats- und Rechtswissenschaft (DASR) in Potsdam-Babelsberg, ab 1964 als Direktor des Instituts für internationale Beziehungen der DASR, von 1970 bis 1978 als Abteilungsleiter für Völkerrecht, Diplomaten- und Konsularrecht an diesem Institut. Außerdem war er 1956 bis 1960 Redaktionsmitglied der Zeitschrift Einheit, 1965 bis 1989 Vizepräsident der Gesellschaft für Völkerrecht, Präsident der Liga für die Vereinten Nationen der DDR und des Komitees für Menschenrechte. Weiterhin war er Mitglied der International Law Association und stellvertretender Vorsitzender der Pugwash-Gruppe der DDR. 1984 wurde  er gemeinsam mit dem Völkerrechtler Walter Poeggel Mitglied des Beirats für Weltraumfragen, der beim Friedensrat der DDR gebildet wurde.
Er verfasste zahlreiche Publikationen zu Fragen des Staats- und Völkerrechts. 1983 verlieh ihm die Karl-Marx-Universität Leipzig die Ehrendoktorwürde.
Seine letzte Ruhestätte befindet sich auf dem Südwestkirchhof Stahnsdorf.

## Schriften
- Die Haftung für Schädigungen Dritter durch Handlungen der Feuerwehr. Dissertation. Borna/Leipzig 1936.
- Zum Staatsaufbau der DDR. Berlin 1954.
- Aus dem Angeklagten wurde der Ankläger. Schlussplädoyer in dem Verbotsverfahren gegen die KPD vor dem Bundesverfassungsgericht in Karlsruhe am 17. Juli 1955. Bremen 1955.
- mit Joė Nordman: Gesuch an den Europarat zur Aufhebung des KPD-Verbots. Berlin/Paris 1957.
- mit Günter Albrecht: Dokumente zur Staatsordnung der DDR. Band 1, Berlin 1959.
- Der deutsche Arbeiter- und Bauernstaat. Berlin 1960.
- Deutsche Grenzen und europäische Sicherheit. Berlin 1967.
- „Neue“ Ostpolitik in Bonn? Berlin 1967.
- als Mitautor: Geschichte der Außenpolitik der DDR. Berlin 1968.
- als Mitautor: Lehrbuch des Völkerrechts. 2 Bände. Berlin 1973–1981.
- Friedliche Koexistenz und Völkerrecht. Berlin 1975.
- mit Frank Seidel: Freundschaftsverträge-Verträge des Sozialismus. Berlin 1979.